# ミンナ・カント
ミンナ・カント（フィンランド語: Minna Canth、1844年3月19日 - 1897年5月12日）は、フィンランドの小説家、劇作家、ジャーナリスト、社会活動家。ユハニ・アホとともに、近代におけるフィンランドの写実主義（リアリズム）の文学を代表する人物として知られ、代表作に戯曲『労働者の妻』などがある。著作活動を通して女性解放のために尽力した。「カント」は「カントゥ」または「カンス」とも表記される。本名は、ウルリカ・ウィルヘルミナ・ジョンソン (Ulrika Wilhelmina Johnson) である。

## 生涯

### 生い立ち

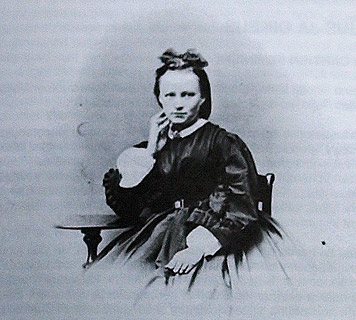
若い頃のミンナ

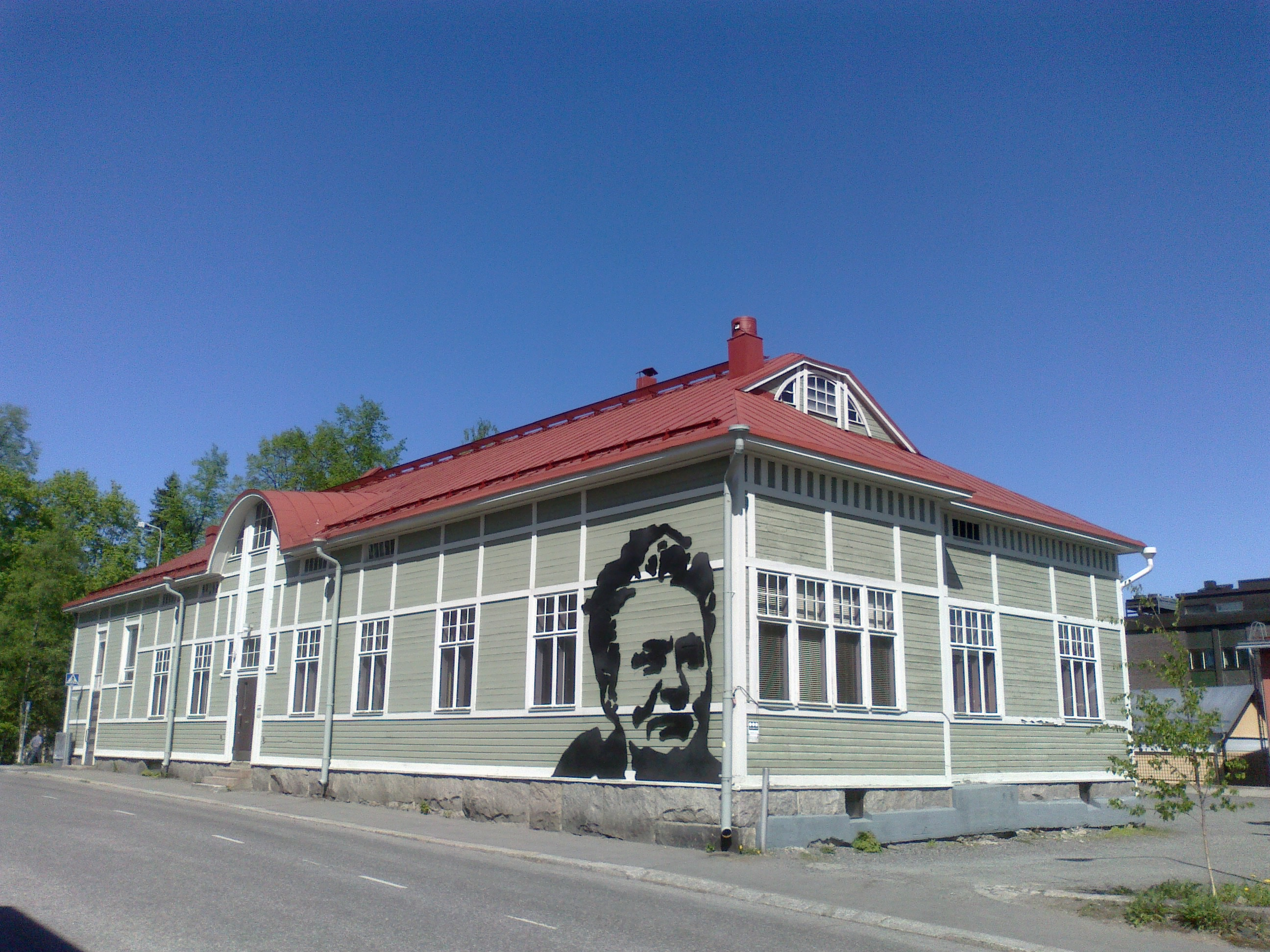
カンッティラ

1844年、タンペレのプータルハ通り8番地にある労働者階級の家の長女として生まれた。4人きょうだいの第2子であったが、第1子のアドルフ (Adolf) が生後間もなく死去したため、きょうだいの中ではミンナが事実上最も年上であった。
父親は、グスタフ・ヴィルヘルム・ジョンソン (Gustaf Vilhelm Johnson) であり、ジェームス・フィンレイソンの紡績工場の労働者であったが、後に工場長となった。母親のウルリカ・アンティンティタール (Ulrika Antintytär Archelin) は主婦であり、カンガサラの農家で生まれ育った人物であった。
ミンナは、6歳のとき、紡績工場が従業員の子どものためにタンペレに開設したスウェーデン語学校に入学した。1853年、8歳のとき、父親がクオピオにある、フィンレイソンの繊維製品店のオーナーとなり、家族でタンペレを離れてクオピオに移り、カンッティラと呼ばれる家に住み始めた。ミンナは、父親の店を訪れた客と話をしたり、客にサービスを提供したりすることを通して、商売の基本を学んだ。
父親はミンナの才能を見込んで、読書や音楽に親しむことを勧めており、また、父親が商売に成功したためミンナは、通常は上流階級の人々のために提供される、質の高い教育を受けることができた。こうしたこともあり、ミンナはフィンランドの社会を理解し、これが後の著作活動に活きている。クオピオでは、スウェーデン女子学校 (Svenska fruntimmersskolan i Kuopio) など様々な女子校に通学し、フランス語やドイツ語、ロシア語などを履修した。学校から帰ってくると父親の仕事を手伝う毎日を送っていた。

### ユヴァスキュラ時代

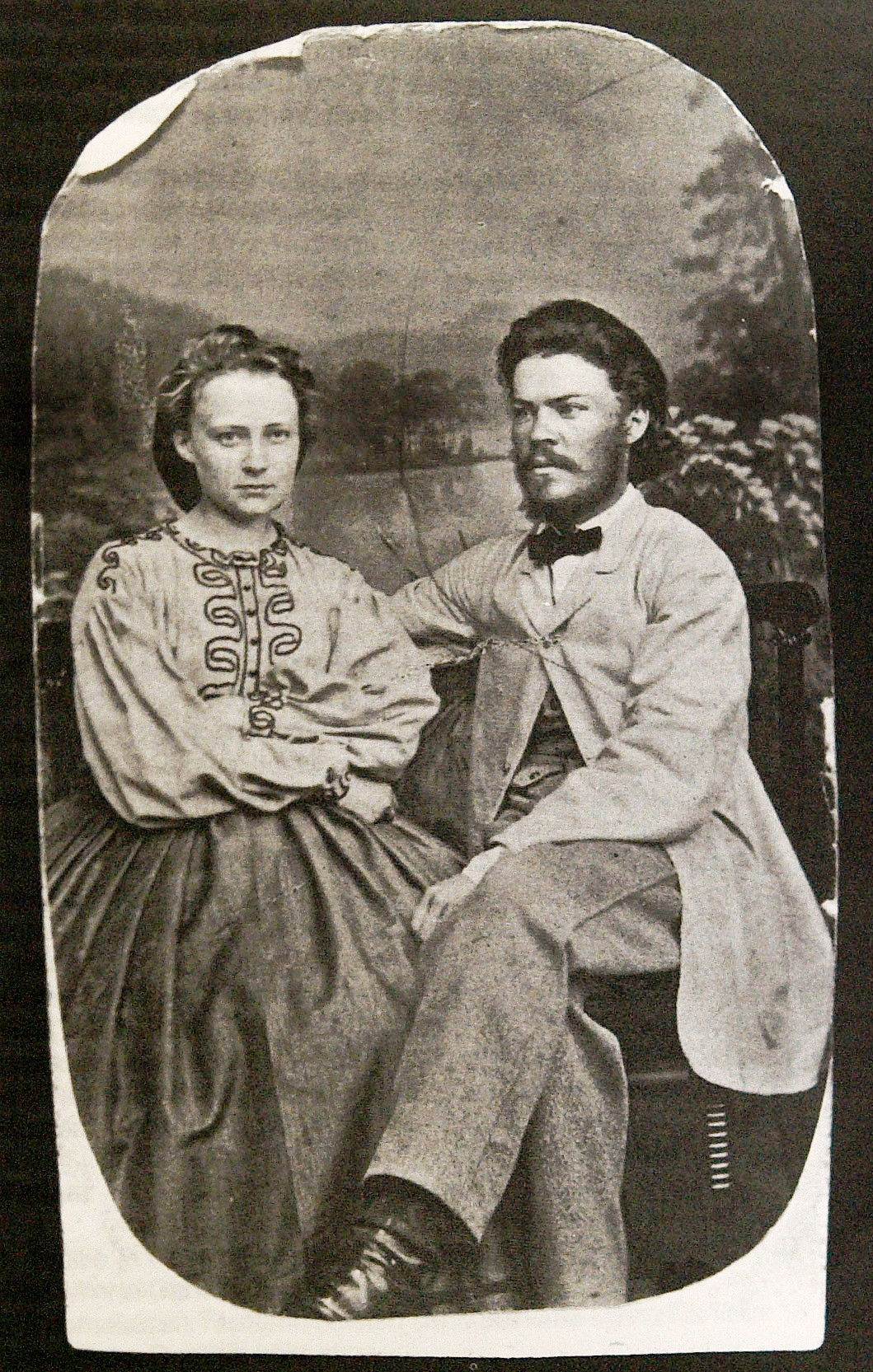
夫のフェルディナンドとユヴァスキュラで

父親はミンナには、裕福な家柄に嫁いでほしいと思っていたが、ミンナ本人は、将来自活するための教育的支援を受けたいと考えていた。当時、女性に開かれていた専門職は、教師および助産師に限られており、ミンナは教師になることを目指して1863年に親元を離れ、その年に設立されたユヴァスキュラ神学校の開校初年度の学生となり、小学校教員の資格を得て卒業した。ミンナが、自らのファーストネームとして「ミンナ」を使い始めたのは、この頃からである。
神学校では、フィンランド語やスウェーデン語、数学や地理・歴史、心理学や教育学、芸術や宗教学などを履修した。この神学校で科学を教えていたヨハン・フェルディナンド・カントと1865年4月に婚約を交わし、同年9月に2人は結婚する。結婚すると、ミンナは勉強を辞める。当時は、既婚の女性が勉強をすることは相応しくないとする風潮があった。
ミンナは生涯で計7人の子どもをもうけたが、いずれもユヴァスキュラにおいてであり、長子の誕生が1866年、末子の誕生が1880年である。夫は、パイエンネ紙およびケスキスオマライネン紙の2つの新聞の編集に携わっており、ミンナは1874年から1879年にかけて、これらの新聞に、女性解放などを扱った記事および短編小説を投稿した。
ミンナが書いた最初の新聞記事は、1874年にケスキスオマライネン紙に掲載された “Tyttäriemme kasvatus” というタイトルの記事であり、これによってミンナはジャーナリストとしてのキャリアを開始させた。1878年発表の短編小説『小説と物語集』(Novelleja ja kertomuksia) で小説家としてデビューする。1879年7月13日、35歳のとき、夫のフェルディナンドを亡くす。

### クオピオへ

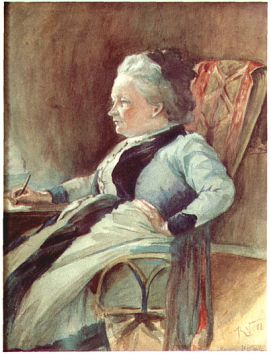
カールロ・ヴォリによるミンナの肖像画

未亡人になったミンナは、1880年1月に第七子、リューリを産んだ後、同年3月に7人の子どもとともに、クオピオのカンッティラに戻った。そこではミンナの両親やきょうだいが住み、父親が繊維製品店を開いており、父親の死後は母親やきょうだいが経営を行っていたが、1881年の夏にミンナがその経営を引き継いだ。1884年ごろには、弟が経営していた雑貨店も引き継ぎ、ミンナは実業家として成功した。安定した収入を得るようになったミンナは、著作活動に打ち込むことができるようになった。

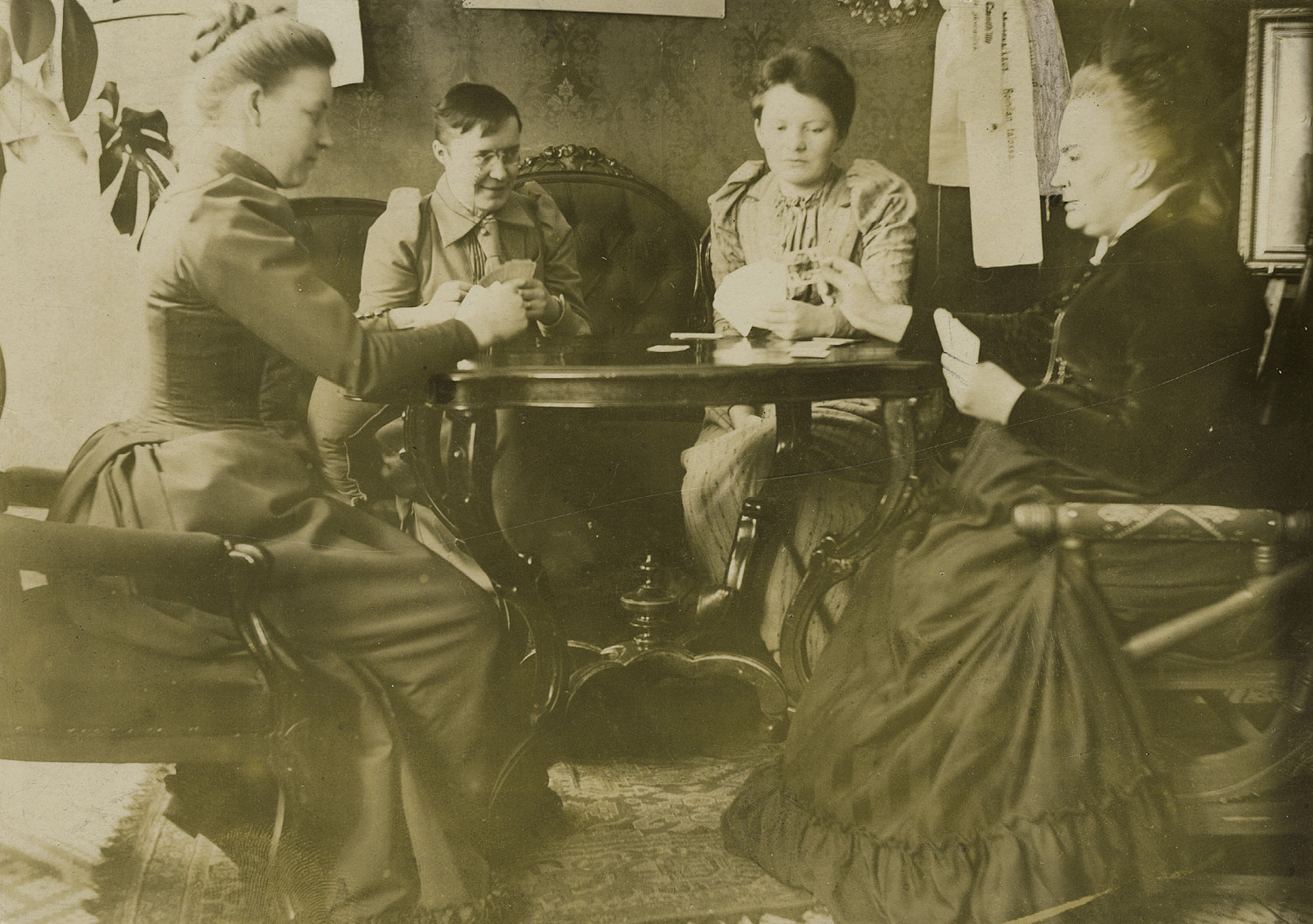
サロンでカード遊びをする様子。左からハンナ・レヴァンダー、アルマ・テルヴォ、マイユ、ミンナ

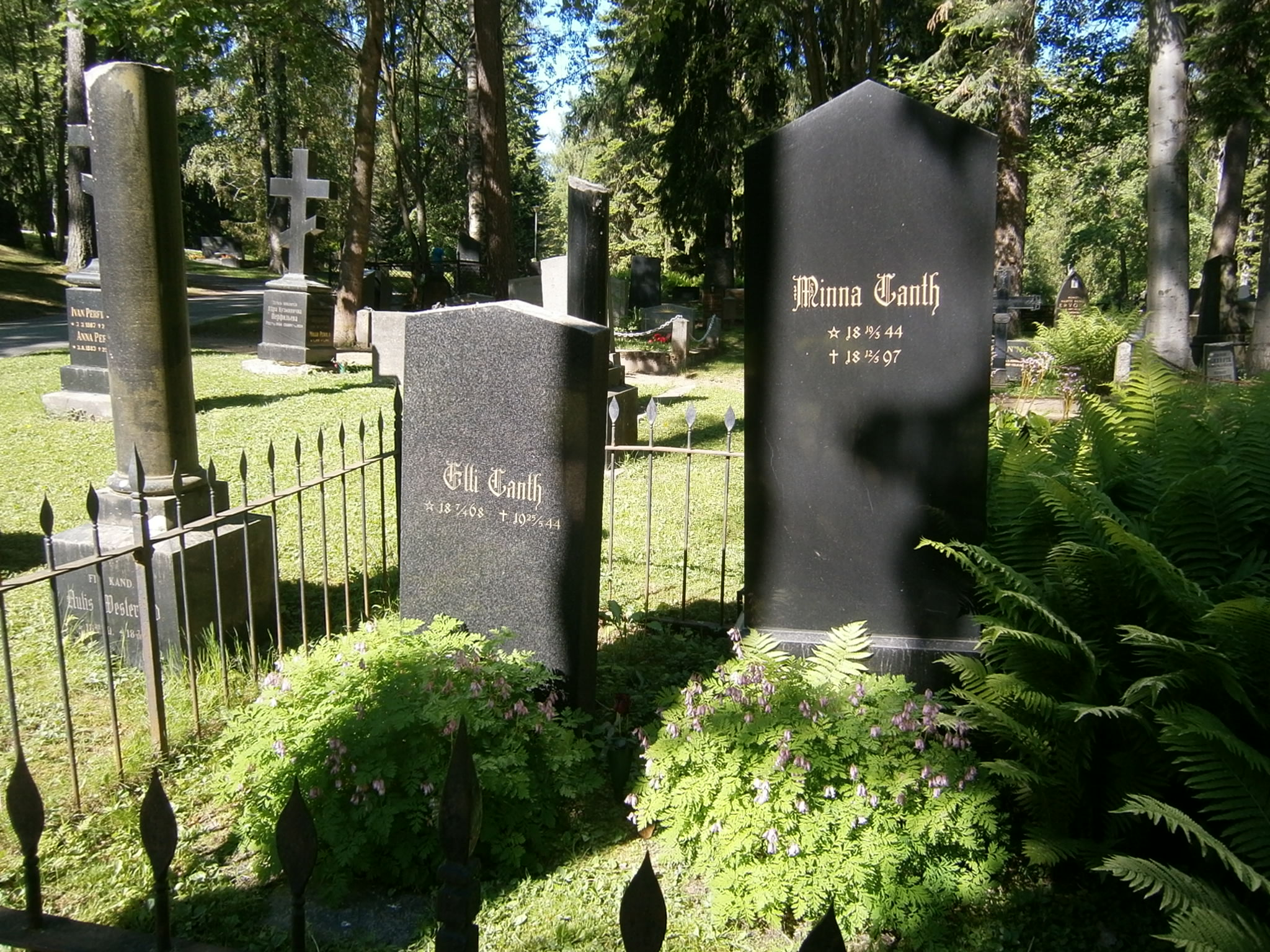
ミンナの墓。隣には次女エッリの墓がある。

ミンナは、カンッティラでサロンを開催した。1880年代から1890年代にかけて、次のようなの文化人がサロンに参加した。
- ハンナ・アスプ（フィンランド語版） - 作家
- ヒルダ・アスプ（フィンランド語版） - 翻訳者
- カッレ・アホ（フィンランド語版） - 劇作家
- ユハニ・アホ - 小説家
- J・H・エルッコ（フィンランド語版） - 劇作家
- アクセリ・ガッレン＝カッレラ - 画家
- マッティ・クリッカ（フィンランド語版） - ジャーナリスト
- ジャン・シベリウス - 作曲家
- アイノ・シベリウス - ジャン・シベリウスの妻
- ヴェンニ・ソルダン＝ブロフェルト（フィンランド語版） - 画家
- K・A・タバストシェルナ（フィンランド語版） - 作家
- ペッカ・ハロネン - 画家
- ペッカ・ブロフェルト（フィンランド語版） - ジャーナリスト
- エミリ・ベルグボム（フィンランド語版） - 演出家
- カールロ・ベルグボム（フィンランド語版） - 演出家
- ヘイッキ・メリライネン（フィンランド語版） - 作家
- アルヴィド・ヤルネフェルト（フィンランド語版） - 作家
- アルマス・ヤルネフェルト - 作曲家
- エーロ・ヤルネフェルト - 画家
- エリサベト・ヤルネフェルト（フィンランド語版） - サロニスト
- カスペル・ヤルネフェルト（フィンランド語版） - 翻訳者
- エルンスト・ランペン（フィンランド語版） - 作家

教師のエリサベト・ステニウスや小学校校長のセルマ・バックルンド (Selma Backlund) の他に、リディア・ハックマン (Lydia Herckman) やエリサベト・イングマン (Elisabeth Ingman) などのクオピオの文化人もサロンに参加した。
1891年、ノルウェーの雑誌 “Samtiden” に自伝が掲載される（フィンランド語版ウィキソース：ミンナ・カントの自伝参照）。同年、画家のカールロ・ヴォリがミンナの肖像画を制作する。1897年、クオピオにおいて心臓発作のために53歳で死去する。ミンナは、亡くなるまでカンッティラに住んでいた。墓は、クオピオの要人墓地の5番ブロックにある。

## 人物

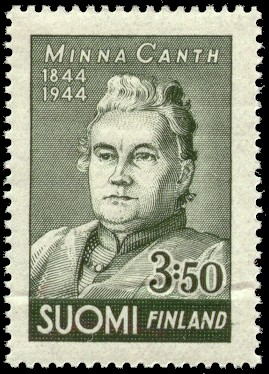
切手

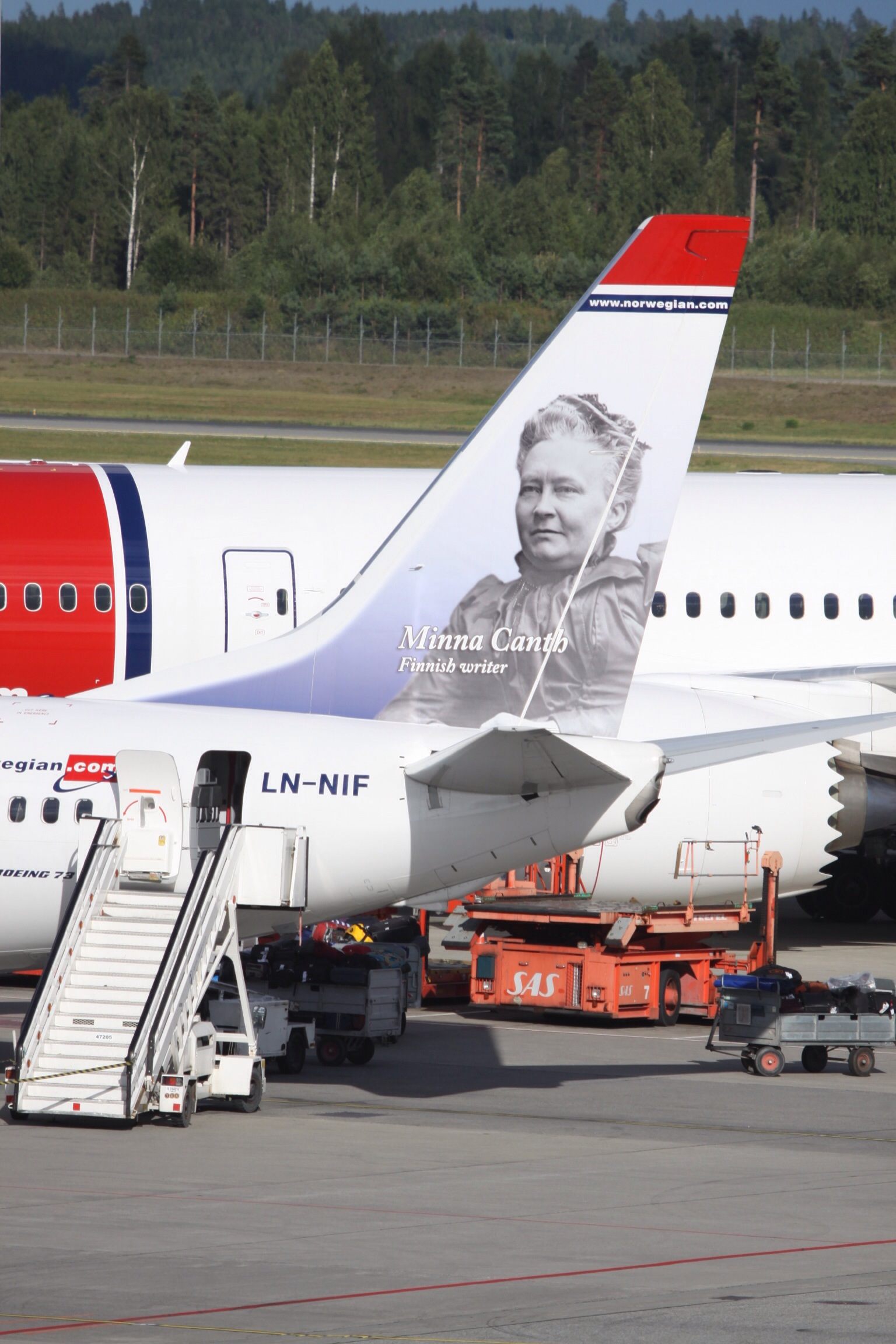
航空機の尾翼に描かれたミンナ

ミンナは、ヘンリック・イプセンやエミール・ゾラ、ヨハン・アウグスト・ストリンドベリの影響を受けており、戯曲や短編小説などにおいて、女性や労働者階級や貧しい人々の生活を取り巻く抑圧的な社会構造を扱い、社会の歪みや問題を暴露・糾弾した。
イルタ・サノマット紙によると、ミンナはアレクシス・キヴィと並んで最も重要なフィンランド人作家であると目されることがあり、またタイタス・イェルムほか著 “Historical Dictionary of Finland” には、「キヴィと並ぶ、19世紀で最も重要なフィンランド語劇作家」との評価が掲載されている。
作家のミンナ・リュティサロによると、ミンナ・カントはフィンランドで最初のフェミニストであるとされ、高橋静男は、彼女について「ペンによる女性解放の闘士」と表現している。またミンナは、フィンランド人女性で初めてジャーナリストとなった人物であるとされる。
著作に使用した言語は、主にフィンランド語であったが、スウェーデン劇場のために書かれた戯曲『シュルビ』にはスウェーデン語が使用されている。新聞記事などを投稿する際には、Wilja, Teppo, Airut などのペンネームを用いることもあった。
Oiva W. Saarinenや『インディアン・エキスプレス』によると、フィンランドが1906年にヨーロッパで初めて女性参政権を導入したことに、ミンナの著作活動や女性参政権運動が寄与したとされる。
ミンナは、フィンランドにおけるリアリズム文学を開拓した作家のうちの1人とみなされており、社会的な論議を巻き起こした戯曲『労働者の妻』は、同国のリアリズム文学を代表する作品の1つとされている。1889年にフィンランドにおいて、既婚の女性が自らの財産を自ら所有・管理できる権利が法律によって保障されたことに、同作が寄与したとされる。
ミンナの生誕100周年に当たる1944年には、グラフィックデザイナーのシグネ・ハンマルステン・ヤンソンがミンナの肖像を描画しデザインした切手が発行されている。ノルウェーの航空会社ノルウェー・エアシャトルのボーイング737-800型機の垂直尾翼に描かれた人物のうちの1人でもある。

## 著作

### 戯曲
- 家宅侵入（フィンランド語版）、1883年
- 労働者の妻（フィンランド語版）、1885年
- 不幸せな子供たち（フィンランド語版）、1888年
- 牧師の家庭（フィンランド語版）、1891年
- シュルビ（フィンランド語版）、1893年
- アンナ・リーサ（英語版、フィンランド語版）、1895年

### 短編小説
- 小説と物語集 (Novelleja ja kertomuksia)、1878年
- ハンナ（フィンランド語版）、1886年
- 貧民（フィンランド語版）、1886年
- 秘密の暗礁 (Salakari)、1887年
- 商人ロポ（フィンランド語版）、1889年
- アグネス（フィンランド語版）、1892年

## 家族
- 夫：ヨハン・フェルディナンド・カント（フィンランド語版）（1835年 - 1879年）[25]
- 父：グスタフ・ヴィルヘルム・ジョンソン（Gustaf Vilhelm Johnson, 1816年 - 1877年）[25]
- 母：ウルリカ・アンティンティタール（Ulrika Antintytär Archelin, 1811年 - 1893年）[25][57]
- 兄：アドルフ（Adolf, 1840年に生まれるも間もなく死去）[9][25]
- 弟：グスタフ・ヴィルヘルム（Gustaf Vilhelm, 1850年 - 1894年）[25]
- 妹：アウグスタ・カタリーナ（Augusta Katharina, 1852年 - 1877年）[25]
- 長女：アンニ（フィンランド語版）（Anni, 1866年 - 1911年）[7]
- 次女：エッリ（Elli, 1868年 - 1944年）[7]
- 三女：ハンナ（Hanna, 1870年 - 1889年）[7]
- 四女：マイユ（Maiju, 1872年 - 1943年）[7]
- 長男：ユッシ（フィンランド語版）（Jussi, 1874年 - 1929年）[7]
- 次男：ペッカ（Pekka, 1876年 - 1959年）[7]
- 五女：リューリ（Lyyli, 1880年 - 1969年）[7]

## ミンナの名を冠した事物

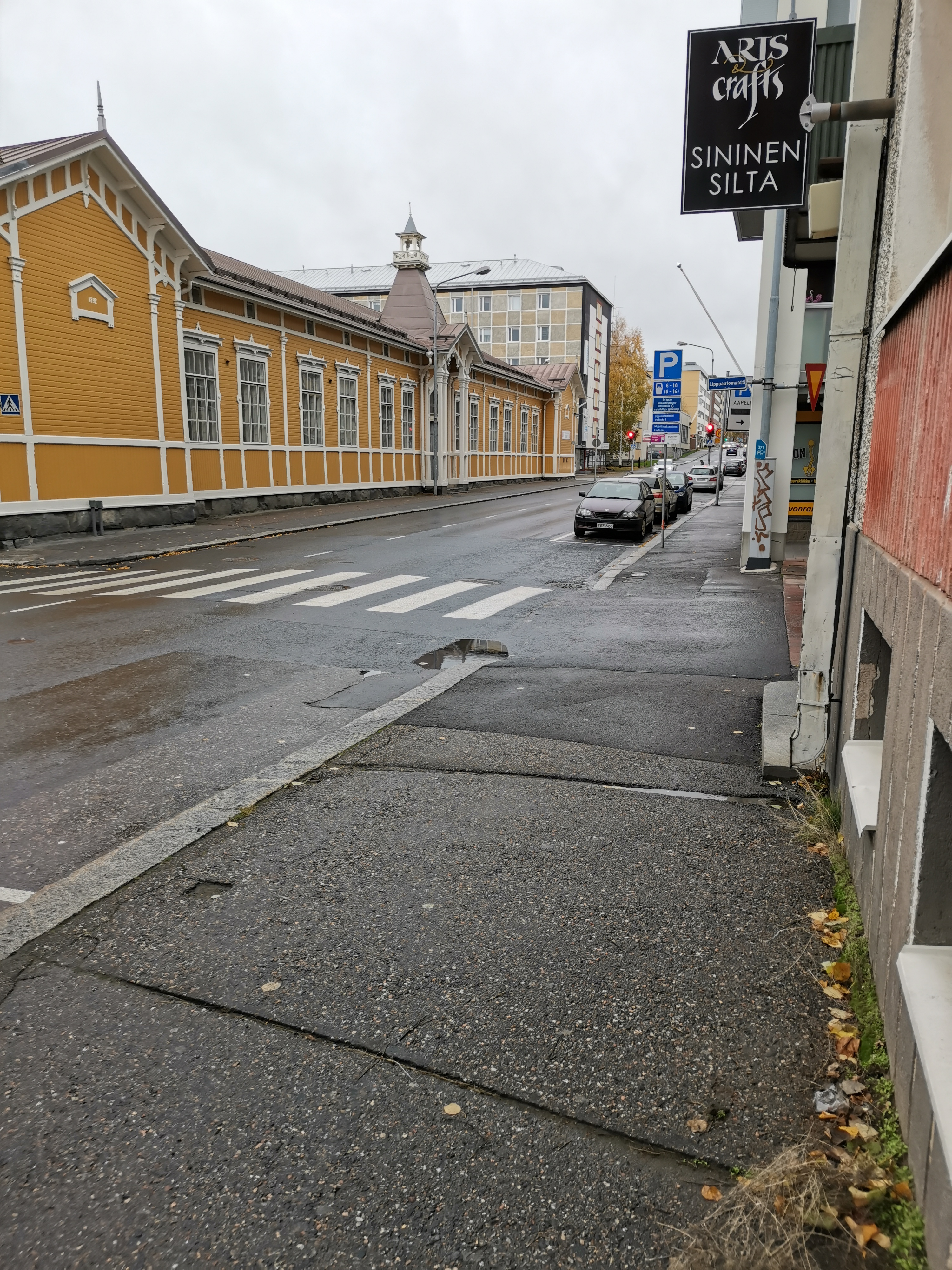
クオピオのミンナ・カント通り

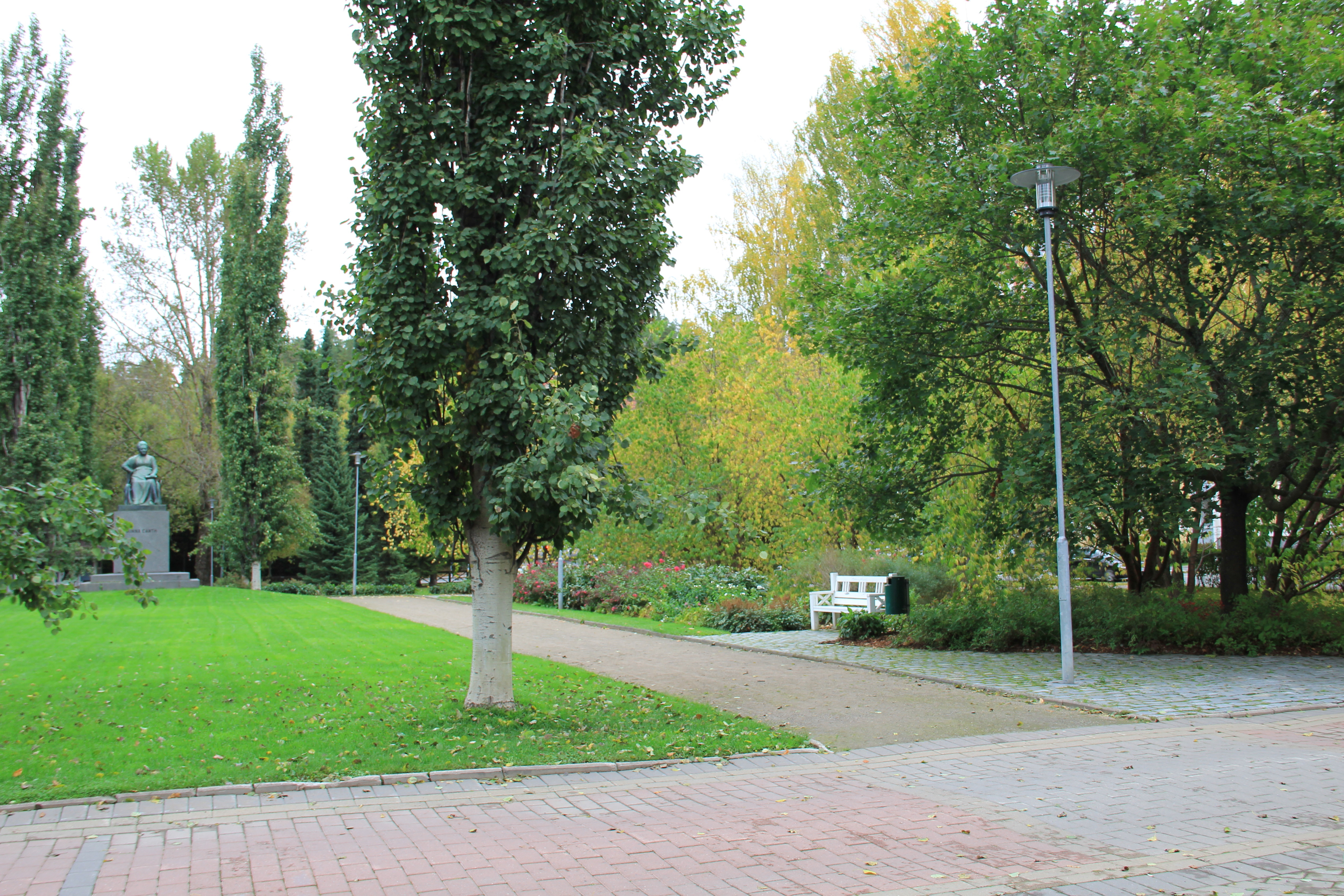
ミンナ・カント公園

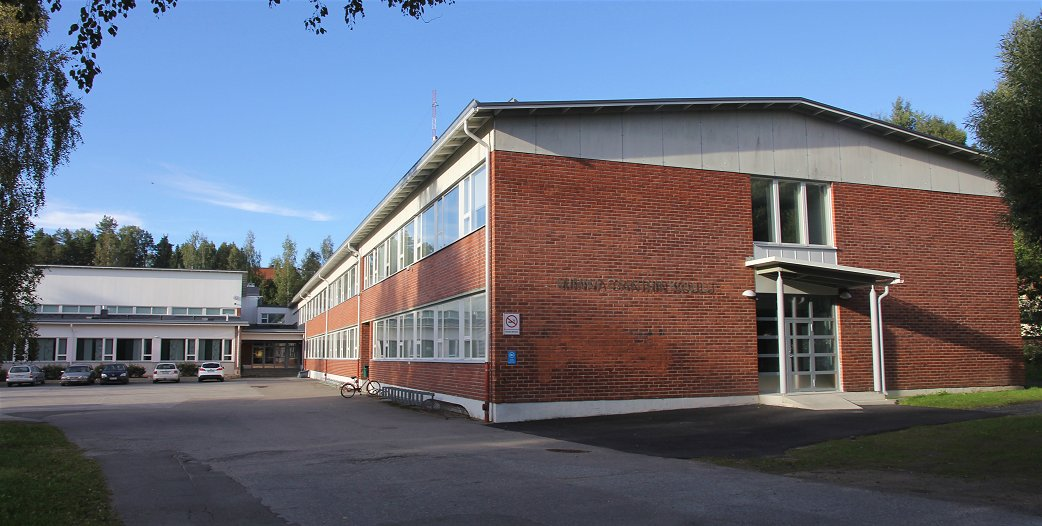
ミンナ・カント高校

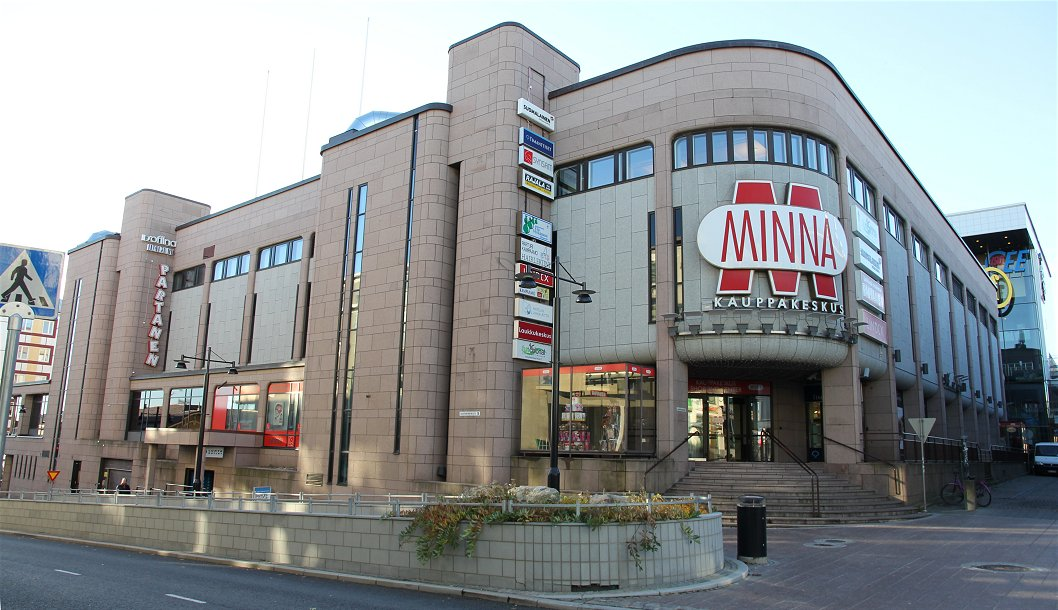
ショッピングセンター・ミンナ

### ミンナ・カントの日
フィンランドにおいて、ミンナの誕生日である3月19日は、2007年より「ミンナ・カントの日」として旗日に定められている。この旗日は、ミンナの功績を称えて設けられたもので、「平等の日」または「男女平等の日」（フィンランド語: tasa-arvon päivä）とも呼ばれている。ミンナは、自らの名が冠された旗日をもつ、フィンランドで初めての女性である。

### ミンナ・カント賞
ミンナ・カント賞は2017年から開催されているもので、ミンナのように人間社会の悪を暴露するような活動をした者を選考し授与する。この賞の賞金は、フィンランドフェア財団が出資している。フィンランド作家協会やフィンランドジャーナリスト協会やMieliフィンランドメンタルヘルス協会、マンネルヘイム児童保護連合やミンナ・カント協会 (Minna Canthin seura) など様々な団体の代表者が、この賞の審査員を務めている。

### ミンナ・カント通り
ミンナの名が冠された通りは、ヘルシンキ、ユヴァスキュラ、クオピオおよびタンペレに所在する。
- ミンナ・カント通り (ヘルシンキ)（フィンランド語版）
- ミンナ・カント通り (ユヴァスキュラ)（フィンランド語版）
- ミンナ・カント通り (クオピオ)（フィンランド語版）
- ミンナ・カント通り (タンペレ)

### その他
- ミンナ・カント公園（フィンランド語版） - クオピオに所在[42][68]。
- ミンナ・カント高校（フィンランド語版） - クオピオに所在[69]。
- ショッピングセンター・ミンナ（フィンランド語版） - クオピオに所在[43]。

## 彫像・記念碑
- ミンナ・カント像（フィンランド語版）は、ミンナを称えるために彫刻家エーミル・ハロネン（フィンランド語版）によって制作され、1937年5月12日に公開された彫像で、ミンナ・カント公園内に所在する[70][71][72]。
- 「若いミンナ」像（フィンランド語: Nuori Minna）は、彫刻家ラウリ・レッパネン（フィンランド語版）によって制作され、1951年にタンペレのハメーン公園（フィンランド語版）内に設置された[71][72]。
- 「若いミンナ・カント」像（フィンランド語: Nuori Minna Canth）は、彫刻家パウリ・コスキネン（フィンランド語版）によって制作された彫像である。1962年に完成され、同年3月18日にユヴァスキュラの教会公園内で公開されたもので、「ヤング・ドリーマー」とも呼ばれる[71][73][74][75]。
- 記念碑 “Nousee” は、彫刻家ヘイッキ・ヴァルハ（フィンランド語版）によって制作され、1972年にクオピオの学校公園内に設置された彫刻で、表面にミンナの顔が彫られている[71]。